# Campeonato Mundial de Atletismo de 2009 - 800 m masculino
A prova dos 800 metros rasos masculino do Campeonato Mundial de Atletismo de 2009 foi disputada entre os dias 20 e 23 de agosto no Olympiastadion, em Berlim.

## Recordes
Antes desta competição, os recordes mundiais e do campeonato nesta prova eram os seguintes:
| Tipo                  | Atleta           | Tempo   | Local   | Data                  | Ref |
| --------------------- | ---------------- | ------- | ------- | --------------------- | --- |
|                       | Wilson Kipketer  | 1:41.11 | Colônia | 24 de agosto de 1997  | ver |
| Recorde do campeonato | Billy Konchellah | 1:43.06 | Roma    | 1 de setembro de 1987 | ver |

## Medalhistas
| Ouro                    | Prata                   | Bronze                 |
| Mbulaeni Mulaudzi (RSA) | Alfred Kirwa Yego (KEN) | Yusuf Saad Kamel (BRN) |

## Resultados

### Eliminatórias
Estes são os resultados das eliminatórias. Os 56 atletas inscritos foram divididos em sete baterias, se classificando para as semifinais os três melhores de cada bateria (Q), mais os três melhores tempos no geral (q).
| Bateria 1 | Bateria 1              | Bateria 1   | Bateria 1            |
| Pos.      | Atleta                 | Tempo       | Notas                |
| --------- | ---------------------- | ----------- | -------------------- |
| 1         | RSA Mbulaeni Mulaudzi  | 1:46.40 (Q) |                      |
| 2         | SUD Abubaker Kaki      | 1:46.41 (Q) |                      |
| 3         | BRA Fabiano Peçanha    | 1:46.68 (Q) |                      |
| 4         | IRI Sajad Moradi       | 1:47.68     | Recorde da temporada |
| 5         | UGA Abraham Chepkirwok | 1:48.57     |                      |
| 6         | VEN Eduard Villanueva  | 1:48.61     |                      |
|           | ESP Manuel Olmedo      | DNF         |                      |

| Bateria 2 | Bateria 2               | Bateria 2   | Bateria 2            |
| Pos.      | Atleta                  | Tempo       | Notas                |
| --------- | ----------------------- | ----------- | -------------------- |
| 1         | USA Nick Symmonds       | 1:47.12 (Q) |                      |
| 2         | BRN Belal Mansoor Ali   | 1:47.16 (Q) |                      |
| 3         | SUD Ismail Ahmed Ismail | 1:47.20 (Q) |                      |
| 4         | SWE Mattias Claesson    | 1:48.02     |                      |
| 5         | IRL Thomas Chamney      | 1:48.09     |                      |
| 6         | ZAM Prince Mumba        | 1:48.13     |                      |
| 7         | MNE Ilija Ranitovic     | 1:53.17     |                      |
| 8         | SAM Iulio Lafai         | 2:03.51     | Recorde da temporada |

| Bateria 3 | Bateria 3              | Bateria 3   | Bateria 3       |
| Pos.      | Atleta                 | Tempo       | Notas           |
| --------- | ---------------------- | ----------- | --------------- |
| 1         | CAN Gary Reed          | 1:45.76 (Q) |                 |
| 2         | RUS Yuriy Borzakovskiy | 1:45.86 (Q) |                 |
| 3         | FRA Jeff Lastennet     | 1:46.30 (Q) | Recorde pessoal |
| 4         | RSA Samson Ngoepe      | 1:46.54 (q) |                 |
| 5         | USA Ryan Brown         | 1:46.92     |                 |
| 6         | LUX Mike Schumacher    | 1:48.18     | Recorde pessoal |
| 7         | GER Robin Schembera    | 1:54.47     |                 |

| Bateria 4 | Bateria 4             | Bateria 4   | Bateria 4            |
| Pos.      | Atleta                | Tempo       | Notas                |
| --------- | --------------------- | ----------- | -------------------- |
| 1         | BRN Yusuf Saad Kamel  | 1:46.43 (Q) | Recorde da temporada |
| 2         | KEN Asbel Kiprop      | 1:46.52 (Q) |                      |
| 3         | USA Khadevis Robinson | 1:46.79 (Q) |                      |
| 4         | ITA Lukas Rifesser    | 1:47.07     |                      |
| 5         | BRA Kleberson Davide  | 1:47.51     |                      |
| 6         | DJI Mahamoud Farah    | 1:48.23     |                      |
|           | KSA Ali Al-Deraan     | DNS         |                      |

| Bateria 5 | Bateria 5              | Bateria 5   | Bateria 5            |
| Pos.      | Atleta                 | Tempo       | Notas                |
| --------- | ---------------------- | ----------- | -------------------- |
| 1         | KEN Alfred Kirwa Yego  | 1:48.32 (Q) |                      |
| 2         | HUN Tamás Kazi         | 1:48.40 (Q) |                      |
| 3         | POL Marcin Lewandowski | 1:48.41 (Q) |                      |
| 4         | KSA Mohammed Al-Salhi  | 1:48.43     |                      |
| 5         | ESP Luis Alberto Marco | 1:48.47     |                      |
| 6         | SVK Jozef Repcìk       | 1:48.73     |                      |
| 7         | BOL Evans Pinto        | 1:52.23     |                      |
| 8         | VAN Arnold Sorina      | 2:00.13     | Recorde da temporada |

| Bateria 6 | Bateria 6                | Bateria 6   | Bateria 6 |
| Pos.      | Atleta                   | Tempo       | Notas     |
| --------- | ------------------------ | ----------- | --------- |
| 1         | KEN David Lekuta Rudisha | 1:47.83 (Q) |           |
| 2         | CUB Yeimer López         | 1:48.04 (Q) |           |
| 3         | GBR Michael Rimmer       | 1:48.20 (Q) |           |
| 4         | SEN Abdoulaye Wagne      | 1:48.22     |           |
| 5         | LAT Dmitrijs Milkevics   | 1:48.43     |           |
| 6         | KUW Mohammad Al-Azemi    | 1:51.73     |           |
|           | ALG Nadjim Manseur       | DNS         |           |

| Bateria 7 | Bateria 7                 | Bateria 7   | Bateria 7            |
| Pos.      | Atleta                    | Tempo       | Notas                |
| --------- | ------------------------- | ----------- | -------------------- |
| 1         | KEN Jackson Mumbwa Kivuva | 1:46.17 (Q) |                      |
| 2         | NED Bram Som              | 1:46.33 (Q) |                      |
| 3         | MAR Amine Laalou          | 1:46.38 (Q) |                      |
| 4         | HAI Moise Joseph          | 1:46.68 (q) |                      |
| 5         | POL Adam Kszczot          | 1:46.70 (q) |                      |
| 6         | LAT Dmitrijs Jurkevics    | 1:46.90     | Recorde da temporada |
| 7         | MEX Pablo Solares         | 1:47.96     | Recorde da temporada |

### Semifinais
Estes são os resultados das semifinais. Os 24 atletas classificados foram divididos em três baterias, se classificando para a final os dois melhores de cada bateria (Q) mais os dois melhores tempos no geral (q). Marcin Lewandowski e Bram Som foram classificados para a final pelos árbitros, após acidentes na semifinal.
| Semifinal 1 | Semifinal 1               | Semifinal 1 | Semifinal 1 |
| Pos.        | Atleta                    | Tempo       | Notas       |
| ----------- | ------------------------- | ----------- | ----------- |
| 1           | USA Nick Symmonds         | 1:45.96 (Q) |             |
| 2           | KEN Jackson Mumbwa Kivuva | 1:46.32 (Q) |             |
| 3           | BRN Belal Mansoor Ali     | 1:46.57     |             |
| 4           | HUN Tamás Kazi            | 1:47.01     |             |
| 5           | FRA Jeff Lastennet        | 1:57.43     |             |
| 6           | POL Marcin Lewandowski    | 2:01.62 (q) |             |
|             | NED Bram Som              | DNF (q)     |             |
|             | SUD Abubaker Kaki         | DNF         |             |

| Semifinal 2 | Semifinal 2             | Semifinal 2 | Semifinal 2          |
| Pos.        | Atleta                  | Tempo       | Notas                |
| ----------- | ----------------------- | ----------- | -------------------- |
| 1           | BRN Yusuf Saad Kamel    | 1:45.01 (Q) | Recorde da temporada |
| 2           | RUS Yuriy Borzakovskiy  | 1:45.16 (Q) |                      |
| 3           | KEN Alfred Kirwa Yego   | 1:45.22 (q) | Recorde da temporada |
| 4           | RSA Mbulaeni Mulaudzi   | 1:45.26 (q) |                      |
| 5           | USA Khadevis Robinson   | 1:45.91     |                      |
| 6           | POL Adam Kszczot        | 1:46.33     |                      |
| 7           | KEN Asbel Kiprop        | 1:52.05     |                      |
|             | SUD Ismail Ahmed Ismail | DNF         |                      |

| Semifinal 3 | Semifinal 3              | Semifinal 3 | Semifinal 3          |
| Pos.        | Atleta                   | Tempo       | Notas                |
| ----------- | ------------------------ | ----------- | -------------------- |
| 1           | MAR Amine Laalou         | 1:45.27 (Q) |                      |
| 2           | CUB Yeimer López         | 1:45.33 (Q) |                      |
| 3           | KEN David Lekuta Rudisha | 1:45.40     |                      |
| 4           | CAN Gary Reed            | 1:45.60     |                      |
| 5           | HAI Moise Joseph         | 1:45.87     | Recorde da temporada |
| 6           | BRA Fabiano Peçanha      | 1:45.94     |                      |
| 7           | GBR Michael Rimmer       | 1:46.77     |                      |
| 8           | RSA Samson Ngoepe        | 1:49.03     |                      |

### Final
Estes são os resultados da final, disputada por dez atletas:
| Pos.              | Atleta                    | Tempo   | Notas |
| ----------------- | ------------------------- | ------- | ----- |
| Medalha de ouro   | RSA Mbulaeni Mulaudzi     | 1:45.29 |       |
| Medalha de prata  | KEN Alfred Kirwa Yego     | 1:45.35 |       |
| Medalha de bronze | BRN Yusuf Saad Kamel      | 1:45.35 |       |
| 4                 | RUS Yuriy Borzakovskiy    | 1:45.57 |       |
| 5                 | MAR Amine Laalou          | 1:45.66 |       |
| 6                 | USA Nick Symmonds         | 1:45.71 |       |
| 7                 | NED Bram Som              | 1:45.86 |       |
| 8                 | POL Marcin Lewandowski    | 1:46.17 |       |
| 9                 | KEN Jackson Mumbwa Kivuva | 1:46.39 |       |
| 10                | CUB Yeimer López          | 1:47.80 |       |

Legenda
| Recorde mundial       | Recorde mundial (World record)               |                       | Recorde africano                      | Recorde africano (African) |                                           | Q | Classificado por posição (Qualified) |
| Recorde do campeonato | Recorde do campeonato (Championship record)  | Recorde da América    | Recorde da América (Americas)         | q                          | Classificado por melhor tempo (Qualified) |   |                                      |
| Melhor marca do ano   | Melhor marca do ano (World leading)          | Recorde asiático      | Recorde asiático (Asian)              | DNS                        | Não largou (Did not start)                |   |                                      |
| Recorde nacional      | Recorde nacional (National record)           | Recorde europeu       | Recorde europeu (European)            | DNF                        | Não terminou (Did not finish)             |   |                                      |
| Recorde pessoal       | Recorde pessoal do atleta (Personal best)    | Recorde da Oceania    | Recorde da Oceania (Oceania)          | DSQ / DQ                   | Desclassificado (Disqualified)            |   |                                      |
| Recorde da temporada  | Recorde da temporada do atleta (Season best) | Recorde sul-americano | Recorde sul-americano (South America) | NM                         | Sem marca (No mark)                       |   |                                      |